# Gmina Flora
Gmina Flora (norw. Flora kommune) – norweska gmina leżąca w regionie Sogn og Fjordane. Jej siedzibą jest miasto Florø.
Flora jest 161. norweską gminą pod względem powierzchni.

## Demografia
Według danych z roku 2005 gminę zamieszkuje 11 364 osób. Gęstość zaludnienia wynosi 16,4 os./km². Pod względem zaludnienia Flora zajmuje 92. miejsce wśród norweskich gmin.
| ludność stan na 1 stycznia 2005 |         |           |        |
|                                 | kobiety | mężczyźni | razem  |
| osób                            | 5832    | 5532      | 11 364 |
| %                               | 51,32%  | 48,68%    | 100%   |

| wykształcenie stan na 1 października 2004 |            |         |        |          |
|                                           | podstawowe | średnie | wyższe | nieznane |
| osób                                      | 1707       | 5202    | 1516   | 247      |
| %                                         | 19,68%     | 59,99%  | 17,48% | 2,85%    |

## Edukacja
Według danych z 1 października 2004:
- liczba szkół podstawowych (norw. grunnskolar): 14
- liczba uczniów szkół podst.: 1811

## Władze gminy
Według danych na rok 2011 administratorem gminy (norw. rådmann) jest Terje Heggheim, natomiast burmistrzem (norw. ordfører, d. borgermester) jest Bente Frøyen Steindal.